# Aristoteles von Kyrene
Aristoteles von Kyrene (altgriechisch Ἀριστοτέλης ὁ Κυρηναῖος Aristotélēs hò Kyrēnaíos, latinisiert Aristoteles Cyrenaicus) war ein griechischer antiker Philosoph aus Kyrene, der wahrscheinlich um das 4. Jahrhundert v. Chr. lebte. Man zählt ihn gelegentlich zu den Kyrenaikern.
Über Aristoteles von Kyrene ist so gut wie nichts bekannt. Laut Diogenes Laertios war er ein Lehrer des Historikers Kleitarchos und des Philosophen Simmias von Syrakus. Ob er tatsächlich zur Schule der Kyrenaiker zu rechnen ist, ist in Zweifel gezogen worden. Ebenfalls nach Diogenes Laertios hat er eine Schrift über Poetik verfasst. Laut Claudius Aelianus soll er der Ansicht gewesen sein, dass man sich keinen Gefallen tun lassen soll, weil dieser unter Umständen nur schwer zurückgezahlt werden könne und man als undankbar erscheine, falls man das nicht tut.
Clemens von Alexandria erwähnt an einer Stelle einen Athleten Aristoteles von Kyrene.

## Textausgaben
- Gabriele Giannantoni (Hrsg.): Socratis et Socraticorum reliquiae, Band 2, Bibliopolis, Neapel 1990, Abschnitt IV-E (online)